# وزارة العمل (لبنان)
وزارة العمل هي الوزارة المسؤولة عن أمور العمل والعمال داخل الجمهورية اللبنانية، ومقرها العاصمة اللبنانية بيروت.

## تاريخ الوزارة ونشأتها
انشئت مصلحة للشؤون الاجتماعية في 1943 والحقت بوزارة الاقتصاد الوطني، وأعطيت صلاحيات الاهتمام بأمور العمل والعمال، وقد تم تنظيم مصلحة الشؤون الاجتماعية في 1984 وألحق بها بعض الموظفين (16 موظفاً).
في 16 مايو 1951 أنشئت وزارة الشؤون الاجتماعية، وأنيط بها كافة القضايا التي تتعلق بالعمل والشؤون الاجتماعية، ثم أعيد تنظيمها عام 1953 وتم توسيع ملاكها من 60 موظفاً إلى 160 موظفاً. ثم أعيد تنظيم الوزارة بالمرسوم رقم 2865 تاريخ 16-12-1959 ، ثم بالمرسوم رقم 8352 تاريخ 30-12-1961 وهو المطبق في الوقت الحالي مع بعض التعديلات.
في عام 1993 انشئت وزارة الشؤون الاجتماعية بموجب القانون رقم 212 تاريخ 02-04-1993، وأصبحت مستقلة عن وزارة العمل. وأصبحت تعرف بوزارة العمل بعد ان كانت تعرف بوزارة العمل والشؤون الاجتماعية.

## مهمة الوزارة
تعنى وزارة العمل بجميع قضايا العمل، وتتولى الإعداد والتنسيق والتنفيذ في حقول التشريع العمالي والنقابي والاجتماعي.

## ادارات ودوائر الوزارة
تتألف المديرية عامة من :
- الإدارة المركزية.
- الدوائر الإقليمية.
تتألف الإدارة المركزية من:
- الديوان.
- مصلحة العمل والعلاقات المهنية.
- دائرة المشاريع والبرامج.

## الوزراء

### في عهد ميشال عون
- مصطفى بيرم من 10 سبتمبر 2021 - حتى الآن - حكومة نجيب ميقاتي الثالثة
- لميا يمين من 21 يناير 2020 حتى 10 سبتمبر 2021 - حكومة حسان دياب
- كميل أبو سليمان من 31-01-2019 - 21 يناير 2021 -حكومة سعد الدين الحريري
- محمد كبارة من 18-12-2016 إلى 31-01-2019 - حكومة سعد الدين الحريري

### في عهد ميشال سليمان
سجعان القزي
من 15-02-2014 إلى 18-12-2016 - حكومة تمام صائب سلام
سليم جريصاتي
من 24-02-2012 إلى 14-02-2014 - حكومة محمد نجيب ميقاتي
شربل نحاس
من 13-07-2011 إلى 24-02-2012 - حكومة محمد نجيب ميقاتي
بطرس حرب
من 12-11-2009 إلى 12-07-2011 - حكومة سعدالدين الحريري
محمد فنيش
من 11-07-2008 إلى 11-11-2009 - حكومة فؤاد السنيورة

### في عهد اميل لحود
طراد حمادة
من 19-04-2005 حتى 19-07-2005  - حكومة محمد نجيب ميقاتي
من 19-07-2005 حتى 10-07-2008 - حكومة فؤاد السنيورة
عاصم قانصوه
من 26-04-2004 حتى 19-04-2005 - حكومة عمر كرامي
اسعد حردان
من 17-04-2003حتى 26-10-2004 - حكومة رفيق الحريري
علي قانصوه
من 2000-10-26 حتى 2003-04-17 - حكومة رفيق الحريري
ميشال موسى
من 1998-12-04 حتى 2000-10-26 - حكومة سليم الحص

### في عهد الياس الهراوي
اسعد حردان
من 25-05-1995 حتى 07-11-1996 - حكومة رفيق الحريري
من 07-11-1996 حتى 04-12-1998 - حكومة رفيق الحريري
عبد الله الامين
من 1992-05-16 حتى 1992-10-31 - حكومة رشيد الصلح
من 1992-10-31 حتى 1995-05-25 - حكومة رفيق الحريري
ميشال ساسين
من 1989-11-25 حتى 1990-12-24 - حكومة سليم الحص
ومن 1990-12-24 حتى 1992-05-16 - حكومة عمر كرامي
ادغار معلوف
من 1988-09-22 حتى 1989-11-25 - حكومة ميشال عون
محمود طي ابوضرغم
من 1988-09-22 حتى 1988-09-22 - حكومة ميشال عون

## وصلات خارجية
- وزارة العمل